# USS Greenling (SS-213)
USS Greenling (SS-213) – amerykański okręt podwodny typu Gato, pierwszego masowo produkowanego wojennego typu amerykańskich okrętów podwodnych.
Był jednym z najskuteczniejszych amerykańskich okrętów podwodnych. Po wojnie JANAC potwierdziła, że w czasie służby, "Grayback" uzyskał 15 potwierdzonych zatopień, w tym dwa stare niszczyciele i 13 statków handlowych o łącznym tonażu 59 234 ton w podczas 12 patroli bojowych w trakcie wojny podwodnej na Pacyfiku.

## Służba operacyjna
Po rejsie próbnym i ćwiczeniach doskonalących załogę w New London pod dowództwem komandora podporucznika Henryego Chestera Brutona, USS Greenling (SS-213) wyruszył 7 marca 1942 na Pacyfik i dotarł do Pearl Harbor 3 kwietnia skąd działał w składzie Floty Pacyfiku.

### Służba na Pacyfiku
I patrol
20 kwietnia USS Greenling wypłynął na swój pierwszy patrol wojenny w okolice Wysp Marshalla i Wysp Karolińskich. 30 kwietnia zaatakował w rejonie Eniwetok frachtowiec "Seia Maru" (6659 BRT). Podczas czterokrotnych ataków w ciągu dwóch dni tylko jedna z wielu wystrzelonych wadliwych torped eksplodowała przy burcie statku i nieznacznie go uszkodziła. Ostatecznie dowódca wynurzył okręt i zaatakował statek ogniem działa pokładowego kalibru 76 mm, którego pociski mimo trafień nie spowodowały zatonięcia jednostki, a wezwany na pomoc samolot japoński zmusił okręt podwodny do przerwania ostrzału i zanurzenia. Następnie Greenling działał w okolicy bazy morskiej Truk, gdzie stacjonowała japońska Połączona Flota. Tam 4 maja storpedował i zatopił statek "Kinjosan Maru" (3262 BRT). pozostał w tym rejonie, mając nadzieję na zaatakowanie japońskich jednostek powracających po bitwie lotniskowców na Morzu Koralowym. Częściowo z powodu błędnych rozkazów, nie udało się przechwycić lotniskowca Zuikaku, który uszedł w eskorcie niszczycieli. Okręt podwodny opuścił obszar Truk 4 czerwca, w dniu pierwszej porażki morskiej Japonii w bitwie o Midway i dotarł do Pearl Harbor 16 czerwca.  W raporcie naświetlił szeroko wadliwie działające torpedy Mark XIV, który został przez dowódcę okrętów podwodnych Floty Pacyfiku, kontradmirała Roberta H. Englisha, zignorowany z wnioskiem, że torpedy były wystrzeliwane ze zbyt dużych dystansów.
 II patrol
Na drugi patrol wojenny USS Greenling wyruszył 10 lipca 1942. Jako jeden z pierwszych okrętów podwodnych operujących w rejonie Truk, dołączył do podmorskiej blokady tej ważnej bazy, próbując odciąć jej linie zaopatrzeniowe do Japonii. Pierwsze trzy salwy torped ominęły atakowane jednostki, lub ponownie nie zadziałały ich wadliwe zapalniki. Po jednym z ataków był atakowany bombami głębinowymi przez eskortujący niszczyciel. 4 lipca wykrył i zaatakował czterema torpedami duży statek, którym był "Brasil Maru" (12 752 BRT). Ponownie nie zaobserwowano trafień. Greenling po wynurzeniu ścigał go na powierzchni i po czterech godzinach, już 5 maja, zaatakował go ponownie salwą trzech torped po wcześniejszym odłączeniu zapalników magnetycznych. Dwie z nich trafiły i statek zaczął tonąc ostrzeliwując do końca okręt podwodny z pokładowej armaty. Po zatonięciu frachtowca Bruton wyłowił jednego z rozbitków, od którego dowiedział się jaki statek zatopił, oraz co najważniejsze uzyskał informację, że cztery godziny wcześniej jego salwa torped trafiła w burtę statku, ale torpedy nie wybuchły. Tuż po północy tej samej nocy napotkał statek towarowy "Palau Maru" (4495 BRT), który storpedował i zatopił. Do końca patrolu wykrywał następne japońskie jednostki, ale za każdym razem był wykrywany przez jednostki eskortowe i/lub samoloty. Podczas powrotu do bazy zatopił ogniem działa pokładowego sampan o nośności ok. 50-100 ton. 1 września dotarł na Midway. Raport po patrolu odnośnie wadliwych torped, popartych zeznaniem japońskiego jeńca ponownie zostały zignorowane przez dowódcę okrętów podwodnych. 
 III patrol
23 września USS Greenling wyruszył z Midway na trzeci wojenny patrol na wody w pobliże japońskich wysp macierzystych. 3 października zatopił statek towarowy "Kinkai Maru" (5852 BRT), a następnego dnia “Setsuyo Maru“ (4147 BRT). 14 października trafił trzema torpedami statek "Takusei Maru" (3515 BRT), po którego zatonięciu załoga USS Greenling przeżyła niebezpieczny kontratak okrętów eskorty. Po zgubieniu przeciwników 18 października przechwycił frachtowiec "Hakonesan Maru" (6673 BRT). Jedna z dwóch wystrzelonych torped trafiła i wywołała pożar na statku, natomiast druga z powodu wadliwie działającego żyroskopu zatoczyła koło i nieomal trafiła własny okręt. Kolejna wystrzelona torpeda w kierunku płonącego statku posłała go na dno. Po zniszczeniu sampana na szlaku żeglugowym Tokio-Aleuty 21 października, USS Greenling powrócił do Pearl Harbor 1 listopada. Skutki zatopionego tonażu japońskiej żeglugi przez okręty podwodne były już odczuwalne i w przyszłości miała być znaczącym czynnikiem ostatecznej porażki Japonii. 
 IV patrol
Na czwarty patrol wojenny, ostatni pod dowództwem Brutona, USS Greenling wypłynął z Pearl Harbor 9 grudnia 1942 w rejon Wysp Salomona i atolu Truk. 21 grudnia w okolicy Bougainville napotkał tankowiec i w eskorcie dwóch okrętów i zatapił stary niszczyciel, Patrolowiec 35, po czym został zmuszony do przerwania dalszego ataku z powodu kontrakcji drugiego okrętu eskortowego, który obłożył okręt podwodny bombami głębinowymi. Po przejściu w rejon Truk 30 grudnia zaatakował konwój, z którego zatopił dwa statki. Tożsamości pierwszego z nich nie ustalono, a drugim był "Hiteru Maru" (5857 BRT). 10 stycznia 1943 zaatakował jedną torpedą duży tankowiec, który uszkodził. Statek ostrzelał okręt podwodny z działa pokładowego i z tego powodu nie doszło do ponownego ataku i zatopienia statku. 16 stycznia na zachód od Kavieng storpedował i zatopił  "Kinposan Maru" (3261 BRT) , dwa dni później uszkodził statek amunicyjny "Soya" (3800 BRT). 19 stycznia uszkodził transportowiec Shinai Maru (3793 BRT) na północ od Rabaul i skierował się do bazy w Brisbane, dokąd dopłynął 31 stycznia.
 V patrol
16 lutego 1943 dowództwo przejął komandor podporucznik James Donald Livingston Grant, który wyprowadził okręt na piąty patrol bojowy 21 lutego w okolice Wysp Salomona i Archipelagu Bismarcka. Podczas patrolu wysadził grupę agentów wywiadu na brzegu Nowej Brytanii. Z powodu niesprzyjającej pogody podczas patrolu nie napotkano wrogich jednostek i okręt powrócił do Brisbane 26 kwietnia.
 VI patrol
Na szósty patrol wojenny USS Greenling wypłynął z Brisbane 17 maja w rejon  Wysp Salomona i Nowej Gwinei, gdzie toczyły się zaciekłe walki morskie i lądowe. Podczas tego patrolu 9 czerwca zaatakował i uszkodził duży tankowiec "Abekono Maru" (10 182 BRT) i 10 czerwca, oraz 27 czerwca zaatakował ponownie napotkane japońskie jednostki, ale nie był w stanie odnotować ich zatopienia, czy stopnia uszkodzenia z powodu dużej aktywności eskorty. Wrócił do Brisbane 8 lipca 1943.
 VII patrol
29 lipca wyszedł na siódmy patrol bojowy z zadaniem specjalnym wyszukania miejsce dla przyszłej stacji radarowej i teren pod ewentualną bazę na jednej z wysp Pacyfiku, między innymi rozpoznawał podejście i wybrzeże wyspy Tarawy. 10 września USS Greenling udał się przez Pearl Harbor do San Francisco na remont.
 VIII patrol
Po powrocie do Pearl Harbor 20 grudnia 1943 rozpoczął ósmy patrol bojowy, podczas którego 31 grudnia w rejonie Wysp Karolińskich storpedował i zatopił frachtowiec "Shoho Maru" (1936 BRT). 29 stycznia powrócił na Midway.
 IX patrol
Podczas dziewiątego patrolu bojowego w dniach 20 marca do 12 maja. 1944 wypełnił ważną misję rozpoznania i sfotografowania brzegów wysp Guam, Tinian i Saipan w archipelagu Wyspach Mariańskich, co ułatwiło późniejsze lądowanie na tych wyspach. Po wykonaniu zadania 12 maja powrócił do Pearl Harbor.
 X patrol
Podczas dziesiątego patrolu bojowego rozpoczętego 19 lipca 1944 działał w rejonie Formozy w składzie wilczego stada z okrętami podwodnymi USS Billfish i USS Sailfish. Z powodu licznych japońskich samolotów podczas tego patrolu nie wykonał żadnego ataku torpedowego, ale 8 sierpnia zatopił ogniem z działa pokładowego napotkany trawler. 12 września powrócił na Midway.
 XI patrol
Na jedenasty patrol bojowy wyruszył 5 października 1944 i udał się w rejon Tokio, gdzie 7 listopada wykrył konwój pięciu jednostek japońskich. Wystrzelona salwa z czterech torped zatopiła tankowiec "Kotai Maru" (975 BRT) i frachtowiec "Kiri Maru" (939 BRT). 10 listopada zaatakował i zatopił stary niszczyciel pod nazwą Patrolowiec Nr 46, który był ostatnią zatopioną przy niego jednostką. Do Pearl Harbor powrócił 23 listopada. 
 XII patrol
26 grudnia 1944 rozpoczął ostatni, dwunasty, patrol bojowy w rejonie Wysp Riukiu. Po bezowocnych poszukiwaniach 24 stycznia 1945 natrafił na konwój japoński złożony z dziewięciu statków. W trakcie zajmowania pozycji do ataku torpedowego USS Greenling został wykryty i przez wiele godzin był atakowany bombami głębinowymi przez eskortę. Z powodu powstałych uszkodzeń udał się na Saipan a stamtąd do Stanów Zjednoczonych na remont . 
Po remoncie w stoczni Portsmouth Naval Shipyard w Kittery dowodzenie objął 19 lipca 1945 komandor podporucznik William H. McLaskey, ale nie powrócił już na Pacyfik. Okręt został wycofany ze służby i przeniesiony do rezerwy 16 października 1946 w New London, a następnie oddany do służby w 1. Okręgu Marynarki Wojennej w Portsmouth w grudniu 1946. Stacjonując w Portsmouth, wykorzystywany był w szkoleniu rezerwistów tam i w Bostonie do 18 marca 1960, kiedy został wycofany ostatecznie ze służby. Został sprzedany 16 czerwca 1960 na złom i zezłomowany.
USS Greenling za wybitne osiągnięcia podczas II wojny światowej został odznaczony 10 Gwiazdami bojowymi (Battle star).
Wszystkie patrole wojenne Greenling z wyjątkiem piątego, dziesiątego i dwunastego zakończyły się zatopieniem jednostek wroga.